# Loasau
Loasau, jedno od tri indijanska sela plemena Hometwoli iz šire skupine Buena Vista Yokuts, koje se nalazilo negjde kod sjeverne obale jezera Kern Lake u Kaliforniji, okrug Kern. na popisu ih imaju i Kroeber i Swanton, a ostala dva su Halau i Pohalin Tinliu (Sihetal Daal)